# Anahí
Anahí Giovanna Puente Portilla (n. 14 mai 1983, Ciudad de México), cunoscută ca Anahí, este o actriță și cântăreață mexicană.

## Biografie
Anahí s-a născut în anul 1983 parinții ei fiind Enrique Puente si Marichelo Portilla. La doi ani și-a început cariera în emisiunea Chiquilladas și timp de mai mulți ani a fost imaginea mărcii de răcoritoare Fanta și a jucat în mai multe filme și telenovele. A interpretat piesa "Te doy un besito" la sfârșitul unei emisiuni TV pentru copii. A ajuns să fie cunoscută în Mexic de la vârsta de 15 ani cu melodii ca „Baby Blue, „Corazon de bombon” și „Superenamorandome”.
În anul 2004, Pedro Damián o invită să facă parte din distribuția telenovelei Rebelde, pentru a o interpreta pe Mia Colucci, una dintre cele patru protagoniste. Succesul său a depășit frontierele, telenovela ajungând să fie transmisă în toată America Latină, Statele Unite, dar și în țări ca Spania, România, Serbia, Slovenia și Germania, precum și în țări din Orient. Datorită telenovelei, s-a format grupul RBD din care face parte și Anahí. Împreună cu colegii săi din RBD, Dulce María, Maite Perroni, Alfonso Herrera, Christopher von Uckermann și Christian Chávez, au lansat mai multe albume în spaniolă, dar și în portugheză destinate pieței din Brazilia și în engleză, lansand și albume si DVD-uri cu concerte live. Ea a făcut parte din grupul RBD pâna la destrămarea acestuia la sfârșitul anului 2008. Ultimul concert al trupei a avut loc pe 21 decembrie 2008 în Madrid, Spania. În luna noiembrie a anului 2008 ea a înregistrat o piesa alături de colega sa Dulce Maria și Tiziano Ferro numită „El Regalo Màs Grande”.
Pe data de 16 iulie 2009, Anahí a interpretat în cadrul Premios Juventud 2009 noua sa melodie, „Mi Delirio”. Albumul cu același nume s-a lansat pe data de 24 noiembrie, fiind urmat de concerte susținute in America Latină cât și în SUA și Europa. 
Pe 1 ianuarie 2010 Anahi apare pe coperta revistei „Maxim”. În 2011 a lansat compilația Mi delirio 2 parte deluxe și videoclipuri pentru melodiile ,,Mi delirio,,,Me hipnotizas,,,Quiero,,,Alergico,,,Para que ți ,,Dividida.

## Filmografie

### Emisiuni de televiziune
- "Chiquilladas" 1986
- "La Telaraña" (1986)
- "Chiquilladas" (1988- 1993)
- "Súper ondas" (1989)
- "Una pura y dos con sal"
- "Mujer, casos de la vida real"
- "Hora marcada"
- "Dr. Cándido Pérez"
- "Papá soltero"
- "Addicion " (2005) Anahí
- "RBD La Familia" (2007) Anny

### Telenovele
- Dos Hogares - Angelica Estrada (2011)
- Rebelde - Mía Colucci (2004–2006)
- Clase 406 - Jessica Riquelme (2002–2003)
- Primer amor... a mil por hora - Giovana (2000–2001)
- Mujeres engañadas - Jessica Duarte (1999–2000)
- El diario de Daniela - Adela Monroy (1998–1999)
- Vivo por Elena - Talita (1998)
- Mi pequeña traviesa - Samantha (1997)
- Tu y yo - Melissa (1996–1997)
- Alondra - Margarita (1994–1995)
- Ángeles sin paraíso - Claudia (1992–1993)
- Muchachitas - Betty (1991–1992)
- La Pícara Soñadora - salesman (1991)
- Madres Egoístas  - Gaby (1990–1991)
- Carrusel - Paty (1988–1989)

### Filme
- "Luna de Cristal"1989
- "Asesinato a sangre fría" 1989
- "Había una vez una estrella" 1989
- "Nacidos para morir" 1991
- "Ayudame compadre" 1992
- "El ganador" 1992
- "No me defiendas compadre" 1993
- "Tarde azul" 1994
- "Inesperado Amor" 1999

### Opere de teatru
- "Ricitos de oro"
- "Lost extraterrestres"
- "El soldadito de plomo"
- "Tenemos que casar a Papa y Tom Sawyer"

## Discografie

### Albume solo
| Informații | | |
| Hoy es Mañana - Lansat: 1996 - Melodii: - Vânzări: 350,000 - "Corazón de Bombon" - "Por Volverte a Ver" - "Descontrolándote"                                  | Anclado en mi Corazón - Lansat: February 3, 1997 - Vânzări:450,000 - Melodii: - "Anclado en Mi Corazón" - "Escándalo" - "Brazos en Cruz" | |
| Baby Blue - Lansat: August 26, 2000 - Vânzări: 800,000 - Melodii: - "Primer Amor" - "Super Enamorandome" - "Desesperadamente Sola" - "Tu Amor Cayo Del Cielo" | Una Rebelde en Solitario - Lansat de Fonovisa - Vânzări: 300,000 - Lansat Iulie 4, 2006 - Relansare Baby Blue                            | Mi Delirio - Lansat: November 24, 2009 - Vânzări: 400,000 - Melodii: - "Mi Delirio" - "Me Hipnotizas" - "Quiero" - "Alergico" - Certification: - Brazil / Gold / 20.000+ |

### Albume cu RBD
Album de studio
| Album | Ediții Speciale pentru Brazilia |
| Rebelde - Lansat: 2004 - Melodii: - 01. Rebelde - 02. Solo Quédate En Silencio - 03. Otro Día Que Va - 04. Un Poco De Tu Amor - 05. Enséñame - 06. Futoro Ex-Novio - 07. Tenerte Y Quererte - 08. Cuando El Amor Se Acaba - 09. Santa No Soy - 10. Fuego - 11. Sálvame - Melodii: - "Rebelde" - "Solo Quedate en Silencio" - "Sálvame" - "Un Poco de Tu Amor"                                                     | Rebelde Edicão Brasil - Lansat: 2005 - Melodii: - 01. Rebelde - 02. Fique Em Siléncio - 03. Um Pouco Desse Amor - 04. Enisina-Me - 05. Querer-Te - 06. Quando O Amor Acaba - 07. Salva-Me - 08. Otro Día Que Va - 09. Futuro Ex-Novio - 10. Santa No Soy - 11. Fuego - Melodii: - "Rebelde" - "Fique em Silêncio" - "Salva-me"                                    |
| Nuestro Amor - Lansat: 2005 - Melodii: - 01. Nuestro Amor - 02. Me Voy - 03. Feliz Cumpleaños - 04. Este Corazón - 05. Así Soy Yo - 06. Aún Hay Algo - 07. A Tu Lado - 08. Fuera - 09. Qué Fue Del Amor - 10. Qué Hay Detrás - 11. Tras De Mí - 12. Solo Para Tí - 13. Una Canción - 14. Liso Sensual - 15. Nuestro Amor (Videoclip) - Melodii: - "Nuestro Amor" - "Aun Hay Algo" - "Tras De Mí" - "Este Corazon" | Nosso Amor Edicão Brasil - lansat 2006 - Melodii: - 01. Nosso Amor - 02. Feliz Aniversário - 03. Esse Coração - 04. Venha De Novo Amor - 05. Ao Seu Lado - 06. Fora - 07. O Que Houve Com O Amor - 08. O Que Há por Trás - 09. Atrás De Mim - 10. Só Para Vocé - 11. Uma Cançáo - 12. Asi Soy Yo - 13. Me Voy - 14. Nuestro Amor (Clip) - Melodii: - "Nosso Amor" |
| Celestial - Lansat: 2006 - Melodii: - 01. Tal Vez Después - 02. Ser O Parecer - 03. Dame - 04. Celestial - 05. Quizá - 06. Bésame Sin Miedo - 07. Tu Dulce Voz - 08. Algún Día - 09. Me Cancé - 10. Aburrida Y Sola - 11. Es Por Amor - 12. Quisiera Ser - 13. Rebels (Promo) - Melodii: - "Ser o Parecer" - "Celestial" - "Besame Sin Miedo"                                                                     | Celestial Edicão Brasil - Lansat: 2006 - Melodii: - 01. Ser Ou Parecer - 02. Celestial - 03. Talvez Depois - 04. Me Dar - 05. Me Cansei - 06. Sua Doce Voz - 07. Beija-Me Sem Medo - 08. Quem Sabe - 09. Es Por Amor - 10. Aburrida Y Sola - 11. Algún Día - Melodii: - "Ser ou Parecer" - "Celestial"                                                            |
| Rebels - Lansat: 2006 - Melodii: - 01. Tu Amor - 02. Wanna Play - 03. My Philosophy - 04. Connected - 05. I Wanna Be The Rain - 06. Cariño Mio - 07. Era La Musica - 08. Keep It Down Low - 09. Happy Worst Day - 10. This Is Love - 11. Save Me - 12. Money Money - 13. Tu Amor (Navidad Mix) - 14. Celestial (Promo) - Melodii: - "Tu Amor"                                                                     | |
| Empezar desde Cero - Lansat: 2007 - Melodii: - 01. Empezar Desde Cero - 02. Y No Puedo Olvidarte - 03. Inalcanzable - 04. No Digas Nada - 05. El Mundo Detrás - 06. Hoy Que Te Vas - 07. Llueve En Mi Corazon - 08. Fui La Niña - 09. A La Orilla - 10. Amor Fugaz - 11. Sueles Volver - 12. Si No Estas Aqui - 13. Extrana Sensasion - Melodii: - "Inalcanzable" - "Empezar Desde Cero" - "Y No Puedo Olvidarte" | |

### Albume live
| Information | |                                |
| Tour Generación RBD en Vivo - Lansat: 2005 - Melodii: - 01. Rebelde - 02. Otro Día Que Va - 03. Medley 1: - Me He Enamorado De Un Fan, - No Sé Si Es Amor, - Ámame Hasta Con Los Dientes, - Rayo Rebelde, - Baile Del Sapo, - Me Vale. - 04. Enséñame - 05. Futuro Ex-Novio - 06. A Rabiar - 07. Una Canción - 08. Medley 2: - Cuando Baja La Marea, - Te Quiero, - Verano Peligroso, - Devuelveme A Mi Chica, - La Chica Del Bikini Azul, - Viviendo De Noche, - De Musica Ligera, - Es Mejor Asi - 09. Fuego - 10. Sálvame - 11. Tenerte Y Quererte - 12. Un Poco De Tu Amor - 13. Solo Quédate En Silencio - 14. Rebelde (Version Cumbia) - Melodii: - "Medley 1" - "Medley 2" | Live in Hollywood - Lansat: 2006 - Melodii: - 01. Tras De Mí (Version Acustica) - 02. Me Voy (Version Acustica) - 03. Nuestro Amor (Version Acustica) - 04. Así Soy Yo (Version Acustica) - 05. Qué Fué Del Amor (Version Acustica) - 06. A Tu Lado (Version Acustica) - 07. No Pares (Version Acustica) - 08. Fuera (Version Acustica) - 09. Solo Para Ti (Version Acustica) - 10. Este Corazón (Version Acustica) - 11. Aún Hay Algo (Version Acustica) - 12. Qué Hay Detrás (Version Acustica) - 13. Feliz Cumpleaños (Version Acustica) - 14. Solo Quédate En Silencio (Hollywood Version) - 15. No Pares (Studio Version) - Melodii: - "No Pares" | Hecho En Espana - Lansat: 2007 |

### ÎnRBDLa Família
| Information                                                                        |
| RBD La Família - Lansat: 2007 - Melodii: - "Quiero Poder (compusa de Dulce María)" |